# Tomorrow's Parties
Pour les articles homonymes, voir All Tomorrow's Parties.
Tomorrow's Parties (titre original : All Tomorrow's Parties) est un roman de science-fiction écrit par William Gibson et publié en 1999. C'est le troisième et dernier tome de la Trilogie du Pont. La traduction en français par Philippe Rouard paraît en 2001 aux éditions Au diable vauvert  (ISBN 2-84626-012-5), puis est rééditée au format de poche en 2004 aux éditions J'ai lu  (ISBN 2-290-32561-9).

## Éditions
- All Tomorrow's Parties, G. P. Putnam's Sons, 7 octobre 1999, 278 p.  (ISBN 0-399-14579-6)
- Tomorrow's Parties, Au diable vauvert, 17 mai 2001, trad. Philippe Rouard, 392 p.  (ISBN 2-84626-012-5)
- Tomorrow's Parties, J'ai lu, coll. « Science-fiction » no 6977, 13 mai 2004, trad. Pierre Guglielmina, 320 p.  (ISBN 2-290-32561-9)